# Aramaio
Aramaio – gmina w Hiszpanii, w prowincji Araba, w Kraju Basków, o powierzchni 73,27 km². W 2011 roku gmina liczyła 1513 mieszkańców.